# Mátis Béla
Mátis Béla (Szilágyballa, 1927. szeptember 10. – Nagybánya, 1987. február 10.) magyar munkásíró.

## Élete
Az általános iskola és az ötödik gimnáziumi osztály (1945), majd a bukaresti baptista teológiai szeminárium (1947) elvégzése után tanító Érszakácsiban (1948-50). A nagybányai Phönix vegyi-kohászati üzemben színesfém-kohászati vegyészmesterré képezik ki (1952). Hat hónapot töltött „vizsgálati fogságban” ártatlanul (1966). Üzemfenntartó lakatos a bikromát részlegen, szivattyú-gépész. Szakmai megbetegedése miatt orvosi tanácsra a városgazdálkodási vállalathoz kerül fűtőnek betegnyugdíjazásáig (1969-71).
Versekkel budapesti baptista folyóiratokban jelentkezett (1943). Az Igazság Tanúja vallásos folyóirat bedolgozó szerkesztője Zilahon (1946-47), a Bányavidéki Fáklya riportere (1957-59) Nagybányán. Írásait közli az Előre, Ifjúmunkás, Munkásélet, Igazság, Falvak Dolgozó Népe, Új Élet, Utunk. A Korunkban jelent meg Irodalmi rangfokozatok? című jegyzete (1963/11) és Munkásolvasó – Gaál Gábor könyvéről (1965/7-8) című írása. Egyetemem az Élet c. önéletrajzi regényét kéziratban hagyta hátra.
Álnevei: Jónás Béla, Kádár Ferenc, Maksay Barna, Mezei Barna.

## Kötetei
- A bokortanyák tanítója. Mátis Béla írásai; szerk. Madár János, bev. M. Takács Ferenc; Váci Mihály Irodalmi Kör, Nyíregyháza, 1993
- Egyszerű dalok. Versek; Helvetica, Nagybánya, 1997